# 세드리크 바캄부
세드리크 바캄부(프랑스어: Cédric Bakambu, 1991년 4월 11일 ~ )는 프랑스 출생 콩고 민주 공화국의 축구 선수로 현재 스페인 라리가의 베티스에서 공격수로 뛰고 있다.

## 선수 경력

### 클럽
2010년 소쇼 몽벨리아르에서 데뷔하여 2013-14 시즌까지 107경기 21골을 기록하면서 팀의 리그 1 2010-11 5위 및 2011-12년 UEFA 유로파리그 플레이오프 진출에 일조했고 2군에서는 28경기 15골을 기록하며 2010-11 프랑스 4부 리그 4강 플레이오프 진출에 일조했으며 2013-14 시즌에서 팀이 2부 리그로 강등당한 후 2014년 9월 1일 약 24억원(연봉 약 11억원)의 이적료에 터키 쉬페르리그의 부르사스포르로 이적했다.
그리고 이적 첫 시즌인 2014-15 시즌에서는 39경기 21골을 터뜨리는 맹활약으로 리그 6위, 터키컵 준우승, 터키 슈퍼컵 준우승에 기여했지만 2015-16 시즌에서는 터키 슈퍼컵을 제외하고는 출전 기회를 부여받지 못한 채 2015년 8월 19일 스페인 프리메라리가의 비야레알 CF로 전격 이적했다.
비야레알로 이적 후 2017-18 시즌까지 105경기 48골을 터뜨리며 라리가 2015-16 4위, 2015-16년 UEFA 유로파리그 4강, 라리가 2연속 5위 등의 성적에 기여했고 특히 2015-16 시즌(22골)과 2016-17 시즌(12골)에서 34골로 2시즌 연속 팀내 최다 득점자에 이름을 올리는 등 맹활약을 펼쳤을 뿐 아니라 2015-16년 UEFA 유로파리그 드림팀, 2017년 10월 라리가 이달의 선수상에도 선정되는 영예까지 안았다.
이후 2018년 2월 약 544억원의 이적료로 중국 슈퍼리그의 베이징 궈안과 입단 계약을 체결하며 데뷔 8년만에 처음으로 아시아 무대를 밟았으며 베이징으로 이적 후 현재까지 중국 슈퍼리그 2018 4위, 2018년 중국 FA컵 우승, 2019년 중국 슈퍼컵 준우승, 중국 슈퍼리그 2019 준우승, 중국 슈퍼리그 2020 3위, 2020년 AFC 챔피언스리그 8강 진출, 중국 슈퍼리그 2020 득점왕(14골) 등의 성과를 거두었다.

### 국가대표팀
프랑스 U-19 대표팀 소속으로 2010년 UEFA U-19 축구 선수권 대회에서 5경기 3골을 터뜨리는 맹활약으로 팀의 통산 7번째 우승컵을 안겼고 이듬해에 열린 2011년 FIFA U-20 월드컵 본선에서도 팀의 4강 진출에 이바지했다.
그러나 프랑스 성인대표팀에는 쟁쟁한 선수들이 즐비했고 프랑스 청소년 대표팀 시절 겪은 인종차별로 상처를 받으면서 결국 2015년 3월 프랑스를 떠나 부모님의 고향인 콩고 민주 공화국을 선택한 뒤 콩고 민주 공화국 성인대표팀 소속으로 6월 9일 카메룬과의 친선 경기에서 국제 A매치 데뷔전을 치렀다.
그리고 2016년 3월 26일 앙골라와의 2017년 아프리카 네이션스컵 예선 B조 3차전에서 A매치 데뷔골을 신고하며 팀의 2-1 승리에 일조했고 이후 2019년 아프리카 네이션스컵 본선에서 3골을 터뜨리며 활약했으나 팀은 마다가스카르와의 16강전 승부차기에서 2-4로 무릎을 꿇으며 마다가스카르의 사상 첫 메이저 대회 8강 진출의 희생양이 되고 말았다.

## 수상

### 클럽
부르사스포르
- 터키컵 : 준우승 (2014-15)
- 터키 슈퍼컵 : 준우승 (2015)

 비야레알 CF
- 라리가 : 4위 (2015-16)
- UEFA 유로파리그 : 4강 (2015-16)

 베이징 궈안
- 중국 슈퍼리그 : 준우승 (2019), 3위 (2020), 4위 (2018)
- 중국 FA컵 : 우승 (2018)
- 중국 슈퍼컵 : 준우승 (2019)

### 국가대표팀
프랑스 U-19
- UEFA U-19 축구 선수권 대회 : 우승 (2010)

 프랑스 U-20
- FIFA U-20 월드컵 : 4위 (2011)

### 개인
- UEFA 유로파리그 드림팀 : 2015-16
- 라리가 이달의 선수상 : 2017년 10월
- 중국 슈퍼리그 득점왕 : 2020 (14골)